# Adlai Ewing Stevenson III

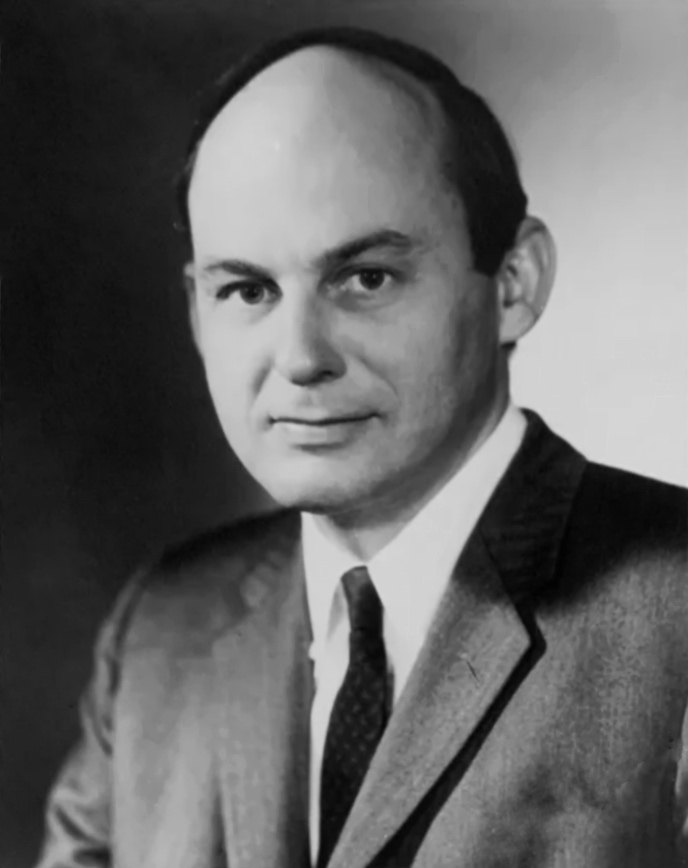
Adlai Ewing Stevenson

Adlai Ewing Stevenson III (* 10. Oktober 1930 in Chicago, Illinois; † 6. September 2021 ebenda) war ein US-amerikanischer Politiker, der den Bundesstaat Illinois von 1970 bis 1981 im US-Senat vertrat.

## Biografie
Stevenson entstammte einer politisch einflussreichen Familie. Sein Urgroßvater Adlai Ewing Stevenson I war Vizepräsident der Vereinigten Staaten, sein gleichnamiger Vater Adlai Ewing Stevenson II war Gouverneur von Illinois, mehrfacher Präsidentschaftskandidat der Demokratischen Partei und UN-Botschafter der USA während der Kubakrise.
Adlai Stevenson III besuchte die Grundschule in Illinois und die Milton Academy in Massachusetts. 1952 machte er seinen ersten Abschluss am Harvard College; fünf Jahre später bestand er in Harvard auch seine juristische Prüfung. Während des Koreakrieges diente er als Kommandant eines Panzerzuges; er verließ das Marine Corps im Rang eines First Lieutenant. Danach diente er noch in der Reserve des Marine Corps und wurde 1961 als Captain entlassen. Von 1957 bis 1958 war er ferner Verwaltungsbeamter beim Obersten Gerichtshof von Illinois. Außerdem war er ab 1957 als Anwalt in Chicago tätig.
Stevenson begann seine politische Laufbahn 1965, als er als Kandidat der Demokratischen Partei in das Repräsentantenhaus von Illinois gewählt wurde. Anschließend war er von 1967 bis 1970 State Treasurer in der Staatsregierung von Illinois während der Amtszeit der Gouverneure Otto Kerner und Samuel H. Shapiro.
1970 wurde er bei einer Nachwahl als Vertreter von Illinois zum US-Senator gewählt. Dabei gewann er gegen den Republikaner Ralph Tyler Smith, der erst am 7. September 1969 Nachfolger des verstorbenen Senators Everett Dirksen geworden war. Stevenson wurde 1974 als Senator wiedergewählt und war zwischen 1977 und 1980 Vorsitzender im Ethikausschuss.
Er verzichtete 1980 jedoch auf eine weitere Kandidatur, sodass er 1981 aus dem Kongress ausschied.
1982 und 1986 kandidierte er für die Demokratische Partei für das Amt des Gouverneurs. Er unterlag jedoch bei beiden Wahlen dem republikanischen Amtsinhaber James R. Thompson.